# Raúl Acha Sanz « Rovira »
Raúl Acha Sanz, plus connu sous le nom de « Rovira », né le 3 mars 1920 à Buenos Aires en Argentine et mort le 3 juin 2007 à Cuernavaca au Mexique, est un matador péruvien.

## Présentation et carrière
Né en Argentine, où il ne pouvait pas pratiquer la tauromachie, Raúl Acha Sanz prend la nationalité péruvienne à une date indéterminée. On sait seulement qu'il quitte rapidement le Pérou pour venir s'entraîner en Espagne dans les capeas de village. Puis il retourne en Amérique du Sud où il connaît un certain nombre de succès notamment au Brésil, au Pérou au Mexique et au Venezuela avant de prendre son alternative à Mérida (Mexique) le 28 novembre 1945.
Mais son alternative n'est pas valide en Espagne et il repasse l'épreuve face à six taureaux d'Arturo Sánchez y Sánchez le 24 juin 1946, à Barcelone avec pour parrain, Manuel Escudero. Corrida triomphale qui lui vaut sept contrats d'affilée dans la Plaza de Barcelone et une confirmation d'alternative le 10 octobre à Las Ventas, avec pour parrain Gitanillo de Triana, et pour témoin, Agustín Parra "Parrita", devant des taureaux de Joaquín Buendía.
Le 3 juillet 1949, il fait un six contre un (seul contre six taureaux du marquis Albayda).
Torero de grande valeur, très spectaculaire au moment de l'estocade, il a progressivement disparu des arènes où les contrats se raréfiaient. On le voit encore le 8 novembre 1965 à Lima dans la Plaza de Acho en compagnie de El Viti et de « El Cordobés ». Il est ensuite devenu empresa et apoderado.
Il meurt au Mexique, à Cuernavaca, le 3 juin 2007, victime d'une déshydratation.